# 岡本佃
岡本 佃（おかもと つくだ、1878年（明治11年）7月7日 - 没年不詳）は、日本の内務官僚。北海道釧路市長。

## 経歴
熊本県下益城郡隈庄町（現在の熊本市南区）出身。日本大学に学び、1907年（明治40年）11月に文官高等試験に合格した。熊本県属、同警視、香川県事務官、同理事官・視学官、福島県警察部長などを歴任した。1919年（大正8年）に海軍事務官・臨時南洋群島防備隊民政部附となり、翌年からは台湾総督府に転じ、台北州警察部長、新竹州内務部長、警務局警務課長を歴任した。
退官後の1926年（大正15年）1月18日に釧路市長に選出された。1月20日に就任、市の基盤整備に尽力し、1927年（昭和2年）6月7日に市長を退任した。